# Xã Washington, Quận Vernon, Missouri
Xã Washington (tiếng Anh: Washington Township) là một xã thuộc quận Vernon, tiểu bang Missouri, Hoa Kỳ. Năm 2010, dân số của xã này là 2.473 người.